# Chad Daniels
Chad Daniels es un comediante estadounidense de Fergus Falls, Minnesota. Sus álbumes han alcanzado el top 10 en las listas de comedia de Billboard tres veces: No. 2 para Footprints On The Moon de 2017, No. 6 para Dad Chaniels de 2019 y No. 7 para Natural Selection de 2014. A partir de 2019, sus álbumes se han reproducido más de 700 millones de veces. Footprints on the Moon también alcanzó el número 1 en la lista de comedia de iTunes.
En 2020, Vulture.com lo llamó "uno de los grandes comediantes estadounidenses anónimos en este momento, que tiene algunas de las mejores cosas sobre ser padre".

## Infancia y adolescencia
Daniels nació el 2 de marzo de 1975 en Fergus Falls, Minnesota. Se graduó de Fergus Falls High School (ahora llamada Kennedy Secondary School) en 1993.

## Carrera profesional

### Monólogos
La comedia de Daniels es conocida por lo que el crítico de Allmusic Mark Deming describió como una "visión sesgada, a menudo oscura" de la vida familiar doméstica.
Comenzó a presentarse en una noche de micrófono abierto en ACME Comedy Company en Minneapolis en 1998. Su actuación le valió un trabajo como maestro de ceremonias en el club de comedia Westward Ho de Grand Forks, Dakota del Norte, presentando seis espectáculos a la semana en 1988-1999.
En 2003, Daniels fue finalista en la competencia Laugh Riots de Comedy Central.
En 2009, fue nombrado Artista del año en comedia por el semanario alternativo City Pages de Minneapolis, que decía: "Muchos cómicos tienen chistes sobre el matrimonio y los hijos, pero pocos hablan sobre la experiencia con una honestidad tan intransigente".
Ha realizado numerosas giras por Estados Unidos y por todo el mundo. En 2012, ganó el gran premio de 10000 dólares en la competición de Gilda's LaughFest en Grand Rapids, Michigan .  También actuó en el Festival Just for Laughs en Montreal en 2004 y 2012, Limestone Comedy Festival, Akumal Comedy Festival, World Comedy Festival, y Aspen Comedy Festival, donde ganó el premio Comic's Comic.
Presenta un podcast semanal, Middle of Somewhere, con el también comediante Cy Amundson.

### Televisión y cine
El especial de media hora de 2008 Comedy Central Presents de Daniels fue nombrado el quinto mejor especial de todos los tiempos por los espectadores en el Stand-Up Showdown 2010 de la cadena. También protagonizó especiales de dos horas, As Is de 2012 y Dad Chaniels de 2019.
Aparece en el documental de J. Elvis Weinstein I Need You To Kill.
También ha aparecido en The Tonight Show con Conan O'Brien (uno de los 13 cómics que aparecen en esa versión del programa), el programa de entrevistas de TBS de O'Brien Conan, The Late Late Show con ambos Craig Kilborn y Craig Ferguson, Live at Gotham, The Bob and Tom Show y Laugh Riots.

### Álbumes
Daniels ha lanzado siete álbumes: tres con Stand Up! Records, tres con 800 Pound Gorilla Records, y su debut autoproducido.
Richard Lanoie de The Serious Comedy Site llamó a Daniels "un stand-up inteligente, divertido y sorprendente cuya comedia resistirá el paso del tiempo". Brett Watson y él nombraron a You're The Best en los 10 mejores álbumes de comedia de 2012 del sitio web; Lanoie lo llamó "un álbum soberbio, brillante, inteligente, muy divertido y original". Lanoie calificó la Selección natural de 2014 como "divertida y original". Al revisar Natural Selection, Chris Spector de Midwest Record dijo que "Daniels hace que las risas sigan viniendo (a) velocidad rápida sin fallas". Jake Austen, de la revista Roctober, al revisar sus primeros álbumes, quedó impresionado de que Daniel pudiera ofrecer un humor "domesticado y normal" sobre las familias y la comida de las aerolíneas "pero se las arregla para no perder su ventaja".

## Vida personal
Daniels está divorciado y tiene un hijo llamado Isaac y una hija llamada Olivia.

## Discografía
- Two Minutes for Stale Hacking (self-released)
- Busy Being Awesome (Stand Up! Records, 2009)
- You're the Best (Stand Up! Records, 2012)
- Natural Selection (Stand Up! Records, 2014)
- Footprints on the Moon (800 Pound Gorilla Records, 2017)
- Dad Chaniels (800 Pound Gorilla Records, 2019)
- Twelfth Night (800 Pound Gorilla Records, 2021)[19]

## Filmografía

### Películas
- As Is (2012)[27]
- I Need You To Kill (2017)
- Dad Chaniels (2019)

### Televisión
- Live at Gotham (2006)
- Comedy Central Presents (2008)
- The Tonight Show with Conan O'Brien (2009)
- The Late Late Show with Craig Kilborn (2010)
- The Bob and Tom Show (2010)
- Conan (2012, 2014, 2018)
- The Late Late Show with Craig Ferguson (2012)